# وینت دو سپتیمبر
وینت دو سپتیمبر (به اسپانیایی: Veinte de Septiembre) یک ایستگاه قطار در آرژانتین است که در ایالت انتره ریوز واقع شده‌است.